# Max Jason Mai
Max Jason Mai, pseudonimo di Miro Šmajda (Košice, 27 novembre 1988), è un cantante slovacco.
Ha rappresentato la Slovacchia all'Eurovision Song Contest 2012 con il brano Don't Close Your Eyes.

## Biografia
Max Jason Mai, inizialmente conosciuto come Miro Šmajda, si è avvicinato alla musica entrando a far parte dei gruppi rock Skivers e Blackened da adolescente. Nel 2009 ha partecipato alla prima edizione del talent show Česko Slovenská SuperStar, dove si è piazzato secondo. Il suo album di debutto Čo sa týka lásky è uscito l'anno successivo e ha debuttato alla 10ª posizione nella classifica ceca.
Dopo avere inizialmente annunciato il suo ritiro dal contest, l'emittente radiotelevisiva slovacca RTVS ha deciso di selezionare internamente Miro Šmajda, ora con il nome d'arte Max Jason Mai, e la sua Don't Close Your Eyes per rappresentare il paese all'Eurovision Song Contest 2012. Nella seconda semifinale del contest, che si è svolta il 26 maggio 2012 a Baku, si è piazzato ultimo su 18 partecipanti con 22 punti totalizzati, non riuscendo a qualificarsi per la finale e marcando l'ultima partecipazione slovacca del decennio.
Il secondo album del cantante, intitolato mirosmajda.com, è uscito nel 2013 e ha debuttato alla 21ª posizione della classifica della Repubblica Ceca.

## Discografia

### Album in studio
- 2010 – Čo sa týka lásky
- 2013 – mirosmajda.com
- 2015 – Terapie

### Singoli
- 2012 – Don't Close Your Eyes
- 2015 – Rising Angels